# Rotes Rathaus
Rotes Rathaus (česky Červená nebo též Rudá radnice) je sídlem berlínského starosty a berlínského senátu, který funguje jako vláda spolkové země Berlín. Jako parlament funguje takzvaný Abgeordnetenhaus sídlící v budově bývalé Pruské zemské rady.
Radnice se nachází poblíž náměstí Alexanderplatz a věže Fernsehturm v centrální čtvrti Mitte. Název odkazuje na typickou barvu fasády tvořené červenými cihlami. Celá budova je tvořena několika křídly a třemi vnitřními dvory. Z jinak poměrně pravidelného tvaru budovy vystupuje nad hlavním vchodem 74m vysoká věž s hodinami. Budova je památkově chráněna.

## Historie
Výstavba nové berlínské radnice souvisela s růstem významu Braniborska a Berlína jako takového. Ve středověku nepatřil mezi nejvýznamnější německá města, jelikož se nacházel stranou od hlavních obchodních cest v krajině obklopené jezery a bažinami. Situace se změnila po období Napoleonských válek na začátku 19. století, kdy bylo Braniborsko připojeno ke královskému Prusku a zažívalo tak značný rozvoj. Stará berlínská radnice proto přestávala stačit stále rostoucímu městu. Na zasedání městského parlamentu navíc od roku 1848 pravidelně přicházela veřejnost zajímající se o místní politická jednání.
S rostoucím počtem obyvatel města, návštěvníků i účastníků jednání bylo zapotřebí postavit radnici novou. Tu v roce 1860 navrhl německý architekt Herrmann Friedrich Waesemann původem z Gdaňsku. Kromě vlivů severoněmecké architektury se na návrhu podepsaly i vlivy italské, kdy Waesemann navrhl i terakotové reliéfy, ozdobné kachle a jako dominantní prvek věž, což je typické pro radnice bohatých severoitalských městských států. Stavba začala v roce 1861 a místo pro ní uvolnil blok starších domů včetně samotné staré radniční budovy. Skončila o 8 let později, přičemž první zasedání městského parlamentu proběhlo již 4 roky po položení základního kamene.
V průběhu bombardování Berlína za druhé světové války byla i tato stavba zasažena a téměř zničena. Na rozdíl od jiných berlínských staveb bylo však po válce rozhodnuto radnici obnovit a to podle původních plánů. Tato obnova probíhala mezi lety 1951 až 1956. Bylo dbáno i na detaily, jako například barvy jednotlivých pokojů. Novým prvkem byly vitrážová okna s budovatelskými motivy. Následně budova sloužila jako radnice východního Berlína, přičemž zastupitelstvo západní části přesídlilo již dříve na radnici ve Schönebergu.
Po znovusjednocení bylo v roce 1991 rozhodnuto, že se Rothes Rathaus stane sídlem vedení sjednoceného Berlína. Krom toho se v budově konají i různé oficiální a kulturní akce. Proběhly také menší rekonstrukce spočívající v modernizace či menších vylepšení jako například umístění výtahů. 